# Luoguang Shuiku
Luoguang Shuiku (kinesiska: 罗光水库) är en reservoar i Kina. Den ligger i provinsen Guangdong, i den södra delen av landet, omkring 210 kilometer väster om provinshuvudstaden Guangzhou. Luoguang Shuiku ligger 406 meter över havet. I omgivningarna runt Luoguang Shuiku växer i huvudsak städsegrön lövskog.
Genomsnittlig årsnederbörd är 2 243 millimeter. Den regnigaste månaden är april, med i genomsnitt 349 mm nederbörd, och den torraste är januari, med 32 mm nederbörd.